# Diva Futura (Film)
Diva Futura ist ein italienischer Spielfilm von Giulia Louise Steigerwalt aus dem Jahr 2024. Das Drama spielt in den 1980er- und 1990er-Jahren und erzählt die Geschichte der gleichnamigen von Riccardo Schicchi und Ilona Staller gegründeten Casting- und Produktionsagentur, die Models für den in Italien entstehenden Pornografiemarkt suchten. Der Film basiert auf dem Buch Non dite alla mamma che faccio la segretaria von Debora Attanasio. Die Hauptrollen übernahmen Pietro Castellitto, Tesa Litvan, Barbara Ronchi und Denise Capezza. Diva Futura wurde Anfang September 2024 beim Filmfestival von Venedig uraufgeführt. Ein regulärer Kinostart in Italien ist noch nicht bekannt.

## Handlung
Der Film berichtet über die Hintergründe der von Riccardo Schicchi und Ilona Staller 1983 gegründeten Firma Diva Futura, der ersten auf Pornografie spezialisierten Agentur in Italien. Die Handlung reicht bis in die 1990er-Jahre.

### Besetzung und Dreharbeiten

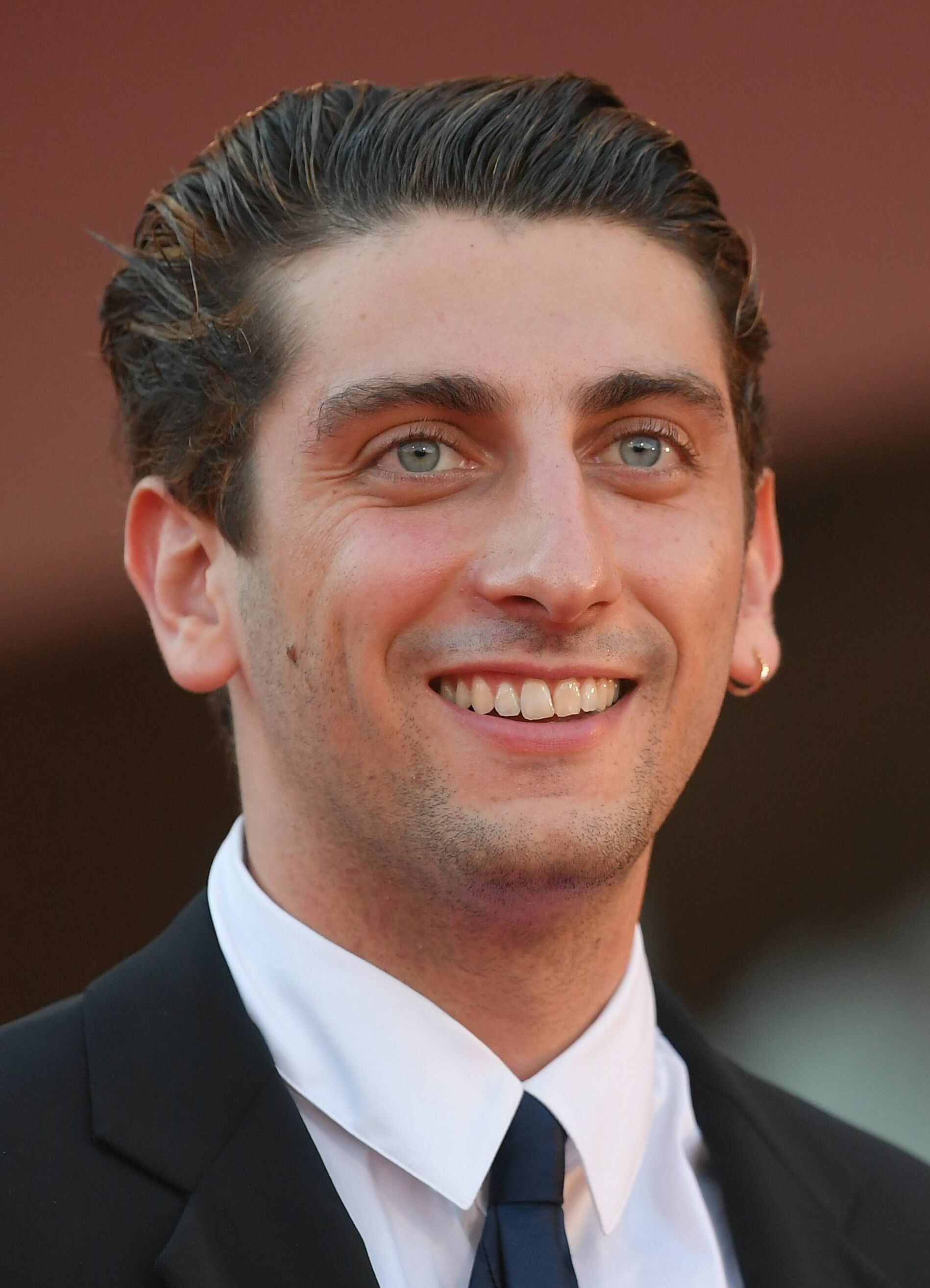
Pietro Castellitto übernahm die Hauptrolle von Riccardo Schicchi

## Entstehungsgeschichte